# Església de Sant'Anna dei Lombardi
L'església de Sant'Anna dei Lombardi (Santa Anna dels Lombards), també coneguda com a Santa Maria di Monte Oliveto, és una antiga església i convent situat a la plaça Monteoliveto, al centre de Nàpols, Itàlia.

## Història
L'església va ser construïda originàriament l'any 1411 per Gurello Origlia, protonotari del rei Ladislau I de Nàpols, que va patrocinar la construcció de l'església per al monestir de Santa Maria di Monte Oliveto, com es va anomenar primer. Alguns s´hi refereixen com l'Església de Monteoliveto (italià: Chiesa di Monteoliveto). L'església estava situada prop del Palazzo Carafa di Maddaloni. Va ser confiat a l'orde benedictina dels olivetans, la casa mare de la qual és l'abadia de Monte Oliveto a la Toscana. El convent va rebre un ampli patrocini d'Alfons I d'Aragó i membres de la seva cort. Altres reconstruccions de l'església van tenir lloc l'any 1581 per Domenico Fontana. Al segle XVII, l'església i el convent van ser reconstruïts en estil barroc per Gaetano Sacco.
L'any 1798, el rei Ferran I va retirar l'orde olività del convent i de l'església. L'Arxi-Confraria laica de Lombardi es va traslladar a l'església de Monteoliveto, que aviat va ser rebatejada com a Sant'Anna dei Lombardi; el nom es va canviar perquè la confraria l'any 1798 havia perdut la seva pròpia església propera que havia estat dedicada a Santa Anna. L'any 1805, un terratrèmol va esfondrar gran part de l'església. Aquest col·lapse va destruir tres pintures de Caravaggio que antigament es trobaven a l'església: "Sant Francesc en meditació", "Sant Francesc rep els estigmes" i una "Resurrecció".
Tot el conjunt va ser en el seu moment un dels monestirs més grans d'Itàlia. La renovació urbana de la dècada de 1930 va suposar la construcció al voltant de l'antic edifici, deixant al centre bona part de l'estructura original. Per exemple, la gegantina oficina de correus principal de Nàpols es troba a l'extrem oest de l'antic monestir i l'edifici més antic es va incorporar simplement a la part posterior de l'oficina central de correus de Nàpols, de manera que el monestir sembla sortir de l'edifici més modern. A l'extrem est, l'església encara està en ús, però l'edifici i el pati del monestir adjacents són ara una caserna de carabinieri (cos de policia nacional italiana).